# Partit Comunista del Kurdistan
El Partit Comunista del Kurdistan (kurd: Partiya Komunîst Kurdistan) és un partit polític kurd que opera al Kurdistan iraquià. Es va formar el 1993 al separar-se del Partit Comunista d'Iraq. El seu cap és Kamal Shakir. A les eleccions del 2005 va participar en la coalició Aliança Democratica Patriotica de Kurdistan.
Tant en les eleccions legislatives iraquianes de gener i desembre de 2005 el partit era part de l'Aliança Patriòtica Democràtica del Kurdistan. El partit té una ala de dones, la Lliga de Dones del Kurdistan, líder dels quals Nahla Hussain al-Shaly va ser assassinada a Kirkuk el 2008.